# De Ark van Nero
De Ark van Nero is het 16e stripverhaal van Nero (1952-1953). De eerste negen klassieke avonturen verschenen onder de titel De avonturen van detective Van Zwam. Dit album verscheen onder de definitieve titel De avonturen van Nero & Co die tot het laatste album gebruikt zal worden. De reeks wordt getekend door striptekenaar Marc Sleen. Het verhaal is geïnspireerd op het Bijbelse verhaal over de ark van Noach.

## Uitgaven
Het Volk publiceerde voorpublicaties tussen 17 november 1952 en 21 februari 1953. In december 1953 werd het verhaal ook als album uitgegeven. Dit verhaal verscheen in zwart wit en telde 41 pagina's. Later, in 1979 werd het verhaal nogmaals uitgegeven, met een andere voorpagina, en 42 pagina's tellend. Nieuwere versies werden uitgegeven in 1987 en 1999. Een luxe editie verscheen in 2000. Alle heruitgaven verschenen in zwart-wit.

## Figuren

### Hoofdfiguren
- Nero
- Madam Pheip
- Petoetje

### Bijfiguren
Ook Madam Nero speelt mee in het begin van het verhaal, maar ze gaat al snel terug naar haar moeder. Tevens speelt er een duivel mee, maar niets wijst er op dat het hier om dezelfde duivel gaat als in de eerdere Neroverhalen, Geeraard de Duivel.
Verder komen er in het verhaal een aantal andere bijfiguren voor, zoals:
- Adam, de allereerste
- Pang Pang en zijn vrouw Li, twee Chinezen die mee gaan op de ark van Nero.
- Bloedige Puma, indianenopperhoofd der bloedneuzen. Hij verscheen ook al in het album De Bende van de Zwarte Kous en gaat in dit album tevens mee op de ark van Nero, samen met zijn squaw.
- Stille Vlerk, de squaw van Bloedige Puma.
- Moko en Bolobo, "Mau-Mau'ers" uit Afrika, die meegaan op de ark van Nero.

## Inhoud
In dit verhaal vindt Nero een boekje dat een zondvloed voorspelt in 1952, het jaar waarin het verhaal verscheen en waarin het zich tevens af speelt. Nero bouwt zijn huis om in een ark. Hij wil een nieuwe samenleving stichten. Nero verzamelt allerlei verschillende dieren en mensen (van elk een paar) om mee te nemen op zijn ark. De zondvloed komt uit en Nero vaart naar het paradijs waar Adam woont. Madam Pheip eet echter van een verboden appel waardoor het paradijs verdwijnt. Een slang aan boord van de ark blijkt een duivel te zijn die de ziel van Petoetje koopt voor een kist met snoep. Met het zwaard van aartsengel Michaël gaat hij naar de hel om de ziel terug te eisen. (In strook 137 wordt foutief beweerd dat Gabriël de duivels in de hel dreef. In strook 141 wordt deze fout rechtgezet.) Ook dit is een verwijzing naar de Bijbel, waar Michaël strijdt met Satan. Nero wordt echter door duivels opgepakt, en net als ze hem in de kokende olie willen gooien, wordt Nero wakker en blijkt alles een droom te zijn. Hij is echter wel bezig geweest met het bouwen van een ark, maar tijdens het bouwen daar van in slaap gevallen. Aan het einde van het verhaal wordt Nero naar het gekkenhuis gebracht. In het opvolgende verhaal, De Ring van Petatje, zal hij daar nog een tijdje verblijven.

## Achtergronden bij het verhaal
- Het album bevat veel verwijzingen naar de Bijbel en het christelijke geloof. Er wordt onder meer verwezen naar de De Ark van Noach, het Paradijs, Adam, Eva, de slang, de Verboden Vrucht, de Zondeval, aartsengel Michaël, Beëlzebub en de hel.
- In strook 25 vertelt Petoetje aan Madam Pheip dat Nero een huis bouwt. Madam Pheip reageert verbaasd: "Een huis?! Met de Wet De Taeye?" Dit is een verwijzing naar toenmalig CVP-politicus Alfred De Taeye die in 1948 een wet had uitgevaardigd die voorzag in de bouw van 50.000 nieuwe, goedkope woningen voor de bevolking.
- Als Petoetje en Madam Pheip zien dat Nero een huis bouwt boven op een gigantisch vlot vraagt Petoetje: "Wat maakt ge nonkel? Een Kon-Tikivlot?" Deze uitspraak verwijst naar de Noorse ontdekkingsreiziger Thor Heyerdahl die in 1947 per vlot van Australië naar Polynesië gevaren was om aan te tonen dat de Inca's zeehandel hadden gedreven met de Polynesiërs.
- In strook 33-34 krijgen we informatie over Nero's grootvader.
- De voorspelling die Nero's grootvader maakt over een overstroming in december 1952 werd amper een maand later toevallig realiteit. Van 31 januari tot 10 februari 1953 werden Nederland en Vlaanderen geteisterd door noodweer. (Zie de Watersnood van 1953)
- Mau-Mau, de stam van de Afrikanen in dit verhaal, verwijst naar de guerrillabeweging Mau Mau die tussen 1952 en 1960 actief was in Kenia en die zich richtte tegen de Britse koloniale overheersing.
- Wanneer Nero verneemt dat er een hele hoop Chinezen voor zijn deur wachten zegt hij: "Het Gele Gevaar". Dit is de term die men destijds voor Communistisch China gebruikte. Nero maakt een fout door te zeggen dat hij slechts 2 Chinezen nodig heeft en de rest mag terugkeren naar "het land van de rijzende zon." Het land van de rijzende zon is namelijk Japan.
- De enige twee Vlaamse zinnen die de Chinezen kunnen uitspreken zijn: "Da kunde ga nie begraape." ("Dat kan je niet begrijpen.") en "'T is pertankt officieel de worhaad." ("Het is nochtans officieel de waarheid"). Deze zinnen werden later legendarisch en overbekend voor de meeste Nerolezers. In het Nero-album De Drie Wrekers (1992) zeggen de 2 Chinese obers in strook 52 exact dezelfde zinnen.
- Wanneer het uiteindelijk begint te stortregenen neemt Nero in strook 60 een foto van een kip met de woorden: "Laatste kiekje nemen." Dit is een woordspeling op "een kiekje nemen" (fotograferen) en "kieken" (Vlaams voor "kip").
- In het verhaal verlaat squaw Stille Vlerk haar man, Bloedige Puma. Hij vertelt Nero: "Ze is een carrière begonnen als zangeres onder de naam Yma Soeppap." (strook 57). Hiermee wordt verwezen naar Yma Súmac, een Peruaanse zangeres die in de jaren vijftig furore maakte als vertolkster van exotische muziek.[1]
- Terwijl Nero in strook 82 de slang bij haar staart vasthoudt, maar niemand hem te hulp schiet mokt hij: "Dappere helden! Ik kan weer alleen Sint Joris en de draak spelen."
- In strook 113 zit Nero te midden van een groep konijntjes. Hij fluistert: "Ssst... stil... ze denken dat ik Sneeuwwitje ben!" Nero verwijst hiermee naar een soortgelijke scène in de Disneyversie van het sprookje.
- Nadat Nero en Mada Pheip in strook 129 de Duivel hebben overmeesterd, eisen ze Petoetjes ziel terug. De duivel antwoordt dat hij de ziel al heeft afgegeven heeft aan Beëlzebub, de hoofdboekhouder van de hel, die hem op zijn beurt aan Beria gegeven heeft. Beria was het hoofd van de Russische geheime dienst onder Stalin. Hij werd enkele maanden na afloop van het verhaal, in juni 1953, gearresteerd en gefusilleerd.[1]
- In Satans Boek der Verdoemden kunnen in strook 143 de namen van de volgende "verdoemde" personen gelezen worden: Rik Clément, Michel Casteels en Marc Neels. Rik Clément (1920-2008) was een journalist en striptekenaar, bekend van de reeks Dees Dubbel. Hij publiceerde ook in de jeugdbijlage 't Kapoentje van Het Volk. Michel Casteels (1917-1997) was een journalist en cursiefjesschrijver voor diezelfde krant.
- In strook 144 hakt Nero het hoofd van Satan af. De demon besluit hierop Petoetjes naam uit het Boek der Verdoemden te schrappen, "aangebracht door duivel eerste klas, Anton Spitfeuer."
- De cover van het 24ste Heinz-album, Krokko moet naar Sokko, is een knipoog naar de vormgeving van De Ark van Nero. Zowel de overwegend gele frontcover, als de achterkant met de kopjes van diverse personages uit de verhalen, worden er weergegeven.[1]
- Naar aanleiding van het vijftigste Nero-verhaal, De Krabbekokers (1963), komen onder meer Bolobo en de twee Chinezen in dit latere album hulde brengen aan Nero. Zowel Momo en Bolobo als Pang-Pang en Li krijgen andermaal een gastoptreden in het slotalbum Zilveren Tranen (2002).[1]
- De Nederlandse striptekenaar Martin Lodewijk las dit Nero-album als eerste en werd fan. In zijn Agent 327-album De golem van Antwerpen laat hij zelfs diverse personages uit Nero een gastrol spelen en worden ook de uitspraken "Da kunde ga nie begraape." en "'T is pertankt officieel de worhaad." uit dit album aangehaald.